# No Hot Ashes
No Hot Ashes är Plastic Prides debutalbum, utgivet på Desperate Fight Records 1998.

## Låtlista[1]
1. "Abusive Clerks"
2. "Gimmick"
3. "How I Lost Control"
4. "No Loose Ends"
5. "No Hot Ashes"
6. "Soft Radience"
7. "Tharaque"
8. "I Twenty"
9. "Aerodynamic Plane Crash"
10. "Retroactive"
11. "Bite My Own Tongue"